# Commonwealth Games 2022/Bowls – Triple (Männer)
Das Triple der Männer im Bowls bei den Commonwealth Games 2022 wurde vom 29. Juli bis 1. August 2022 ausgetragen. im Finale konnte sich England gegen Australien mit 14:12 durchsetzen.

## Format
Die 16 Mannschaften wurden in vier Gruppen aufgeteilt, mit jeweils vier Teams. In diesen spielt jedes Team einmal gegen jedes andere und die jeweils beiden Gruppenbesten qualifizieren sich für das Viertelfinale. Von dort an wird im K.-o.-System die Commonwealth-Siegerin ermittelt.

## Teilnehmer
| Nation       | Teilnehmer                                           |
| ------------ | ---------------------------------------------------- |
| Australien   | Barrie Lester, Carl Healey, Ben Twist                |
| Cookinseln   | Royden Aperau, Aidan Zittersteijn, Jason Lindsay     |
| England      | Louis Ridout, Nick Brett, Jamie Chestney             |
| Fidschi      | Martin Fong, David Aitcheson, Semesa Naiseruvati     |
| Indien       | Navneet Singh, Mridul Borgohain, Chandan Kumar Singh |
| Jersey       | Scott Ruderham, Greg Davis, Malcolm De Sousa         |
| Kanada       | Robert Law, Greg Wilson, Cam Lefresne                |
| Malaysia     | Izzat Dzulkeple, Syamil Syazwan Ramli, Soufi Rusli   |
| Malta        | Peter John Ellul, Troy Lorimer, Shaun Parniss        |
| Nordirland   | Adam McKeown, Gary Kelly, Ian McClure                |
| Norfolkinsel | Trevor Gow, Hadyn Evans, Ryan Dixon                  |
| Neuseeland   | Andrew Kelly, Mike Galloway, Ali Forsyth             |
| Niue         | Leslie Lagatule, Norman Mitimeti, Kolonisi Polima    |
| Schottland   | Stewart Anderson, Iain McLean, Darren Burnett        |
| Südafrika    | Bradley Robinson, Petrus Breitenbach, Jason Evans    |
| Wales        | Owain Dando, Ross Owen, Jonathan Tomlinson           |

## Gruppenphase

### Gruppe A
| Nation     | Spiele | gew. | unent. | verl. | Pkt. gew. | Pkt verl. | Pkt diff. | Punkte |
| ---------- | ------ | ---- | ------ | ----- | --------- | --------- | --------- | ------ |
| Schottland | 3      | 3    | 0      | 0     | 62        | 32        | +30       | 9      |
| Malta      | 3      | 1    | 1      | 1     | 44        | 56        | −12       | 4      |
| Neuseeland | 3      | 1    | 0      | 2     | 49        | 43        | +6        | 3      |
| Indien     | 3      | 0    | 1      | 2     | 34        | 58        | −24       | 1      |

| Nation 1                 | Ergebnis                | Nation 2                |
| 29. Juli 2022, 8:30 Uhr  | 29. Juli 2022, 8:30 Uhr | 29. Juli 2022, 8:30 Uhr |
| ------------------------ | ----------------------- | ----------------------- |
| Schottland               | 28:60                   | Malta                   |
| Neuseeland               | 23:60                   | Indien                  |
| 29. Juli 2022, 11:30 Uhr |                         |                         |
| Schottland               | 19:12                   | Indien                  |
| Malta                    | 22:12                   | Neuseeland              |
| 30. Juli 2022, 8:30 Uhr  |                         |                         |
| Schottland               | 15:14                   | Neuseeland              |
| Indien                   | 16:16                   | Malta                   |

### Gruppe B
| Nation     | Spiele | gew. | unent. | verl. | Pkt. gew. | Pkt verl. | Pkt diff. | Punkte |
| ---------- | ------ | ---- | ------ | ----- | --------- | --------- | --------- | ------ |
| Australien | 3      | 3    | 0      | 0     | 69        | 36        | +33       | 9      |
| Jersey     | 3      | 2    | 0      | 1     | 59        | 35        | +24       | 6      |
| Cookinseln | 3      | 1    | 0      | 2     | 50        | 61        | −11       | 3      |
| Niue       | 3      | 0    | 0      | 3     | 33        | 79        | −46       | 0      |

| Nation 1                 | Ergebnis                | Nation 2                |
| 29. Juli 2022, 8:30 Uhr  | 29. Juli 2022, 8:30 Uhr | 29. Juli 2022, 8:30 Uhr |
| ------------------------ | ----------------------- | ----------------------- |
| Australien               | 29:70                   | Niue                    |
| Jersey                   | 19:11                   | Cookinseln              |
| 29. Juli 2022, 11:30 Uhr |                         |                         |
| Australien               | 25:15                   | Cookinseln              |
| Jersey                   | 26:90                   | Niue                    |
| 30. Juli 2022, 8:30 Uhr  |                         |                         |
| Australien               | 15:14                   | Jersey                  |
| Cookinseln               | 24:17                   | Niue                    |

### Gruppe C
| Nation       | Spiele | gew. | unent. | verl. | Pkt. gew. | Pkt verl. | Pkt diff. | Punkte |
| ------------ | ------ | ---- | ------ | ----- | --------- | --------- | --------- | ------ |
| Fidschi      | 3      | 3    | 0      | 0     | 53        | 39        | +14       | 9      |
| Wales        | 3      | 1    | 1      | 1     | 58        | 38        | +20       | 4      |
| Nordirland   | 3      | 1    | 1      | 1     | 54        | 45        | +9        | 4      |
| Norfolkinsel | 3      | 0    | 0      | 3     | 32        | 75        | −43       | 0      |

| Nation 1                 | Ergebnis                | Nation 2                |
| 29. Juli 2022, 8:30 Uhr  | 29. Juli 2022, 8:30 Uhr | 29. Juli 2022, 8:30 Uhr |
| ------------------------ | ----------------------- | ----------------------- |
| Fidschi                  | 13:12                   | Wales                   |
| Nordirland               | 24:10                   | Norfolkinsel            |
| 29. Juli 2022, 11:30 Uhr |                         |                         |
| Fidschi                  | 20:12                   | Norfolkinsel            |
| Nordirland               | 15:15                   | Wales                   |
| 30. Juli 2022, 8:30 Uhr  |                         |                         |
| Norfolkinsel             | 10:31                   | Wales                   |
| Fidschi                  | 20:15                   | Nordirland              |

### Gruppe D
| Nation    | Spiele | gew. | unent. | verl. | Pkt. gew. | Pkt verl. | Pkt diff. | Punkte |
| --------- | ------ | ---- | ------ | ----- | --------- | --------- | --------- | ------ |
| England   | 3      | 2    | 0      | 0     | 71        | 34        | +37       | 9      |
| Kanada    | 3      | 1    | 0      | 2     | 39        | 44        | −5        | 3      |
| Malaysia  | 3      | 1    | 0      | 2     | 41        | 51        | −10       | 3      |
| Südafrika | 3      | 1    | 0      | 2     | 39        | 61        | −22       | 3      |

| Nation 1                 | Ergebnis                | Nation 2                |
| 29. Juli 2022, 8:30 Uhr  | 29. Juli 2022, 8:30 Uhr | 29. Juli 2022, 8:30 Uhr |
| ------------------------ | ----------------------- | ----------------------- |
| England                  | 13:12                   | Malaysia                |
| Kanada                   | 17:10                   | Südafrika               |
| 29. Juli 2022, 11:30 Uhr |                         |                         |
| England                  | 22:14                   | Südafrika               |
| Kanada                   | 14:15                   | Malaysia                |
| 30. Juli 2022, 11:30 Uhr |                         |                         |
| Kanada                   | 08:36                   | England                 |
| Malaysia                 | 12:17                   | Südafrika               |

## Endrunde

### Viertelfinale
| Nation 1                 | Ergebnis                 | Nation 2                 |
| 31. Juli 2022, 15:00 Uhr | 31. Juli 2022, 15:00 Uhr | 31. Juli 2022, 15:00 Uhr |
| ------------------------ | ------------------------ | ------------------------ |
| Schottland               | 12:17                    | Wales                    |
| Australien               | 24:14                    | Malta                    |
| Fidschi                  | 15:14                    | Malta                    |
| England                  | 16:11                    | Jersey                   |

### Halbfinale
| Nation 1                 | Ergebnis                 | Nation 2                 |
| 1. August 2022, 7:30 Uhr | 1. August 2022, 7:30 Uhr | 1. August 2022, 7:30 Uhr |
| ------------------------ | ------------------------ | ------------------------ |
| Wales                    | 5:17                     | England                  |
| Australien               | 26:13                    | Fidschi                  |

### Spiel um Bronze
| Nation 1                  | Ergebnis                  | Nation 2                  |
| 1. August 2022, 11:00 Uhr | 1. August 2022, 11:00 Uhr | 1. August 2022, 11:00 Uhr |
| ------------------------- | ------------------------- | ------------------------- |
| Wales                     | 21:7                      | Fidschi                   |

### Finale
| Nation 1                  | Ergebnis                  | Nation 2                  |
| 1. August 2022, 11:00 Uhr | 1. August 2022, 11:00 Uhr | 1. August 2022, 11:00 Uhr |
| ------------------------- | ------------------------- | ------------------------- |
| England                   | 14:12                     | Australien                |